# Anarchias euryurus
Anarchias euryurus (Lea, 1913) è un pesce osseo marino appartenente alla famiglia Muraenidae.

## Distribuzione e habitat
Si tratta di una specie endemica delle regioni subtropicali dell'oceano Atlantico orientale. L'areale va dalle Azzorre al golfo di Guinea. È riportata una cattura nel mar Mediterraneo presso Nizza.
L'habitat consiste in fondi rocciosi o a ghiaia grossolana tra i 10 e i 100 metri di profondità.

## Descrizione
La taglia non supera i 25 cm.

## Biologia
Ignota.